# Giovanni Rizzi-Zannoni

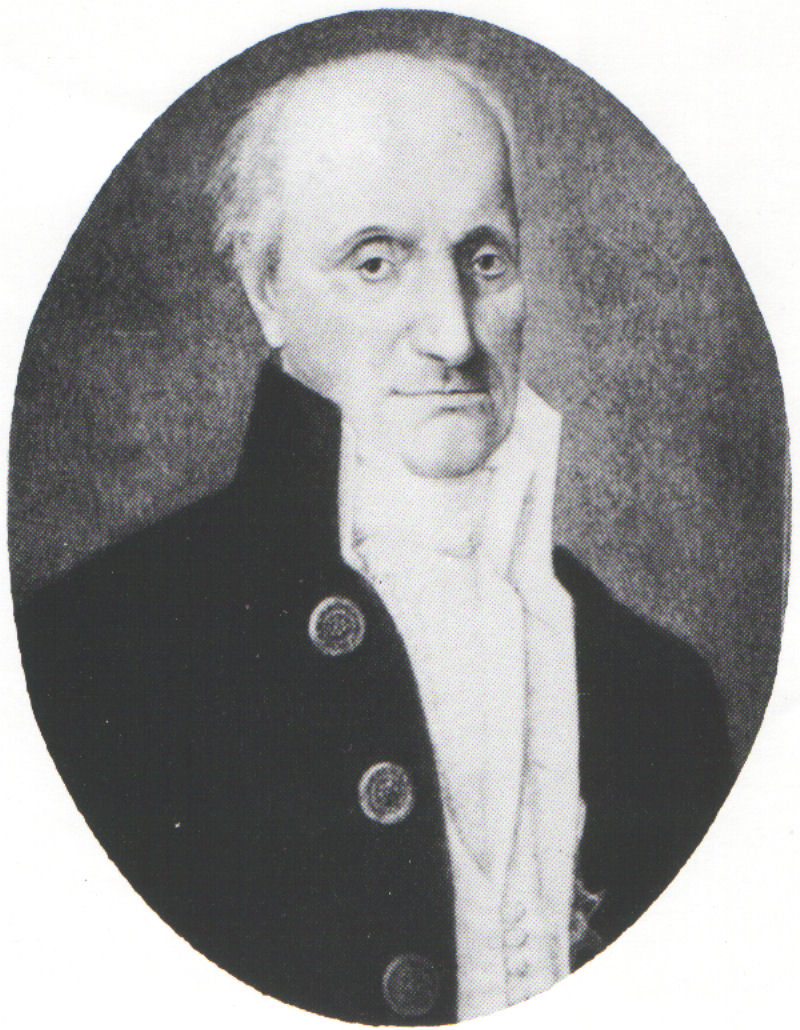
Giovanni Rizzi-Zannoni

Kaart van Polen (1783)

Giovanni Antonio Bartolomeo Rizzi-Zannoni, kortweg Zannoni (Padua, 2 september 1736 – Napels, 20 mei 1814) was een Noord-Italiaans cartograaf en astronoom. Hij werkte op diverse plekken achtereenvolgens in de koninkrijken Polen, Zweden, Denemarken, Pruisen, Frankrijk en Napels. Hij is de auteur van meer dan honderd kaarten.

## Levensloop
Zannoni groeide op in Padua, gelegen in de republiek Venetië. Hij studeerde astronomie (1749-1751) aan de universiteit van Padua. Zijn leermeester was John Polen, een bekend astronoom. 
Nadien trok hij naar Warschau, hoofdstad van het Pools-Litouwse Gemenebest. Koning August III van Polen, tevens grootvorst van Litouwen en keurvorst van Saksen, gaf hem de opdracht de kaart van Polen en van Poolse steden te vervaardigen. 
Nadien bood Zannoni zijn diensten als cartograaf aan aan koning Adolf Frederik van Zweden en koning Frederik V van Denemarken. Deze laatste vorst, van het Huis Oldenburg, vroeg hem de landkaart te maken van zijn stamland Oldenburg en van het nabijgelegen kleine graafschap Delmenhorst. Beide vorstendommen behoorden destijds tot het koninkrijk Denemarken doch behoren sinds de 19e eeuw tot Duitsland.
Na zijn Deense periode werkte hij in Berlijn voor de Pruisische koningen. Pruisen was verwikkeld in de Zevenjarige Oorlog en na de Slag bij Roßbach namen de Fransen Zannoni gevangen (1757). De Fransen voerden hem af naar Parijs. Van 1757 tot 1776 werkte hij voor de Kamer van Ingenieurs van Parijs. Hier ontwierp Zannoni zowel aardrijkskundige kaarten als plannen voor waterwerken. Hij legde zich toe op contacten met Fransen en buitenlandse cartografen zodat zijn medewerking bijvoorbeeld gevraagd werd voor de Atlas Moderne. In 1778 publiceerde hij een kaart van Centraal-Amerika en West-Indië, alhoewel hij er nooit geweest was. Dit was mogelijk door de contacten die hij had met andere geografen.
Na een tussenperiode in zijn geboortestad Padua belandde Zannoni in 1781 in Napels, op vraag van Ferdinand I, koning van Napels en Sicilië. Zannoni werkte aan kaarten van het gehele koninkrijk, inclusief kaarten voor de Napolitaanse marine. Zijn atlas Atlante Geografico del Regno di Napoli met 32 reuzenkaarten was klaar in 1812. Zannoni overleed nadien in Napels (1814).